# Johan van Nassau-Wiesbaden-Idstein (graaf)
Johan van Nassau-Wiesbaden-Idstein (1419 – 9 mei 1480), Duits: Johann Graf von Nassau-Wiesbaden-Idstein, was graaf van Nassau-Wiesbaden-Idstein, een deel van het graafschap Nassau. Hij stamt uit de Walramse Linie van het Huis Nassau.

## Biografie

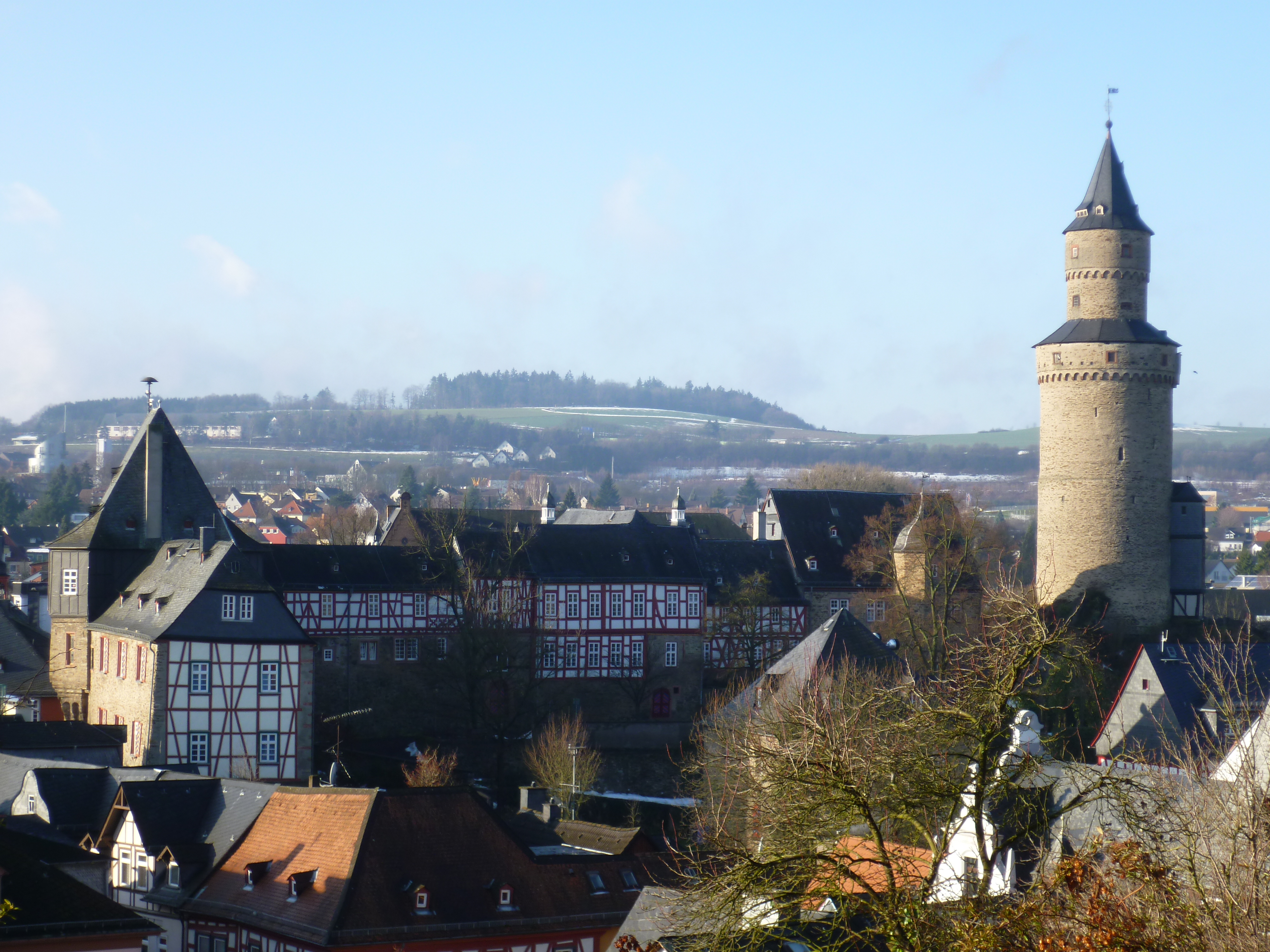
De Burcht Idstein met de Hexenturm

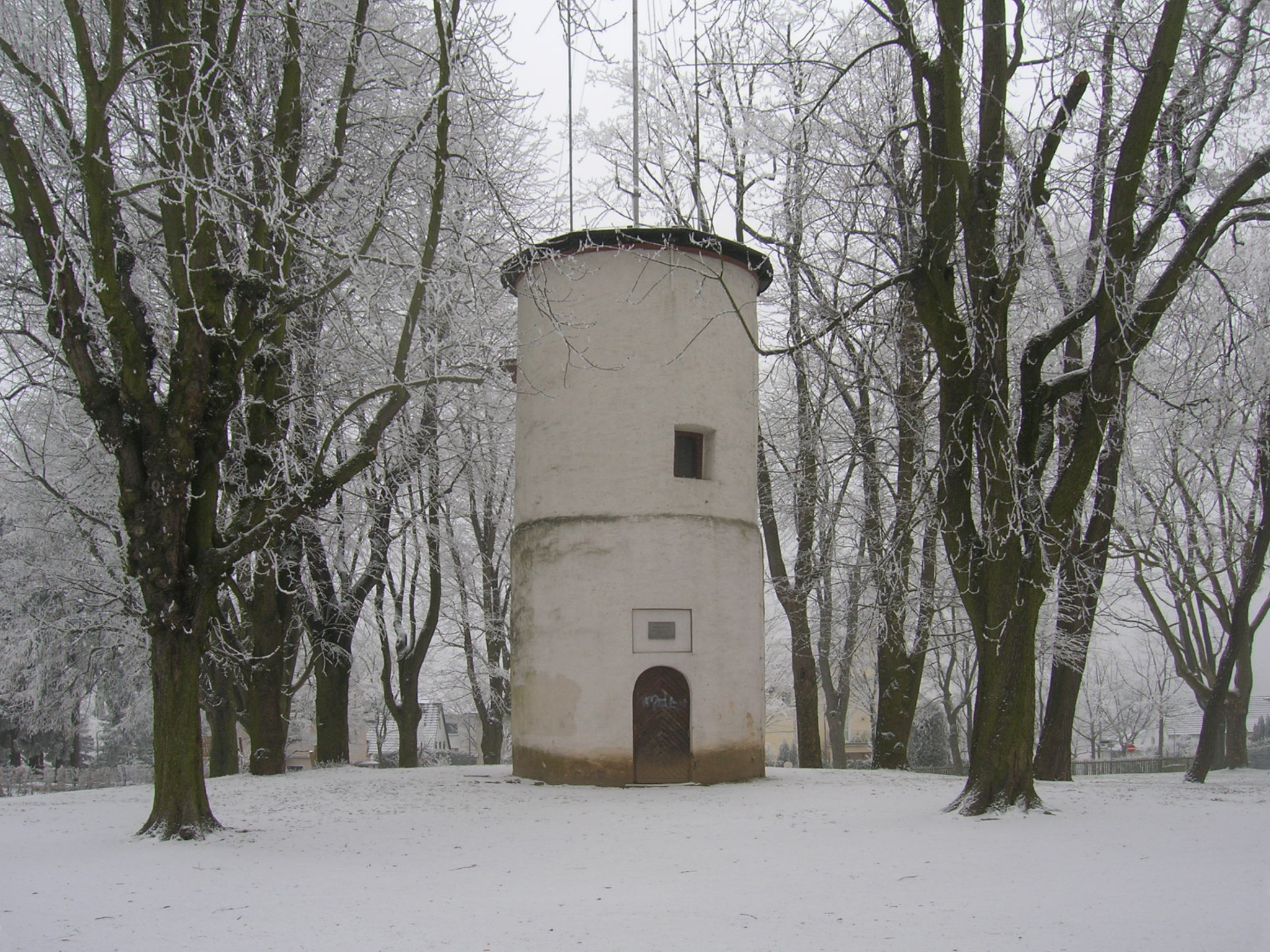
De Bierstadter Warte

Johan was de oudste zoon van graaf Adolf II van Nassau-Wiesbaden-Idstein en Margaretha van Baden, dochter van markgraaf Bernhard I van Baden en Anna van Oettingen.
Johan volgde in 1426 zijn vader op. Omdat hij op dat moment pas zeven jaar oud was, stond hij onder voogdij van zijn moeder. Deze voerde ook het regentschap over het graafschap. Reeds in 1433 nam Johan zelf de regering op zich. Rooms-koning Frederik III bevestigde op 16 juli 1442 in Frankfurt alle rijkslenen van Johan.
Johan en graaf Reinhard II van Hanau werden door rooms-koning Frederik III op 12 oktober 1447 belast met de bescherming van Diether van Isenburg, de aartsbisschop van Mainz, tegen een ieder die probeerde om het privilege te schenden van de aartsbisschop en zijn onderdanen om niet voor andere rechtbanken terecht te staan dan de koninklijke.
Johan nam eerst aan de zijde van aartsbisschop Diether van Mainz deel aan de oorlog tegen de Palts. Hij ondersteunde daarna echter sinds 1461 zijn broer Adolf tegen Diether in de strijd om het aartsbisdom Mainz. Hoe belangrijk de verkiezingen van verscheidene leden van het huis tot aartsbisschop van Mainz ook waren, de conflicten en vetes die ermee samenhingen hebben de krachten van het graafschap zwaar belast.
Johan behoorde tot de vorsten die door keizer Frederik III op 12 juni 1470 werd bevolen oorlog te voeren tegen paltsgraaf Frederik I. De paltsgraaf werd onder andere gesteund door de aan Johan verwante graven Filips II van Nassau-Weilburg en Johan II van Nassau-Saarbrücken.
De keizer verleende op 3 september 1471 in Neurenberg Johan en zijn erfgenamen toestemming om mijnen voor de winning van goud, zilver, koper, tin, lood, enz. aan te leggen. Op dezelfde datum de keizer vast dat Johan en zijn erfgenamen alleen nog voor keizer en koning terecht konden staan, verbood hij alle rechters processen tegen hen en hun onderdanen te voeren of uitspraken tegen hen te doen, en verklaarde hij alle uitspraken die dit privilege tegenspraken voor ongeldig.
In 1473 liet Johan de Bierstadter Warte bouwen, een uitkijktoren in Bierstadt.

Johan overleed op 9 mei 1480 en werd begraven in de Uniekerk te Idstein. De opvolgers van Johan deelden hun bezit, Adolf regeerde als graaf van Nassau-Wiesbaden, en Filips als graaf van Nassau-Idstein. Bij het kinderloos overlijden van Filips werd zijn bezit geërfd door zijn oudere broer Adolf.

## Grafmonument

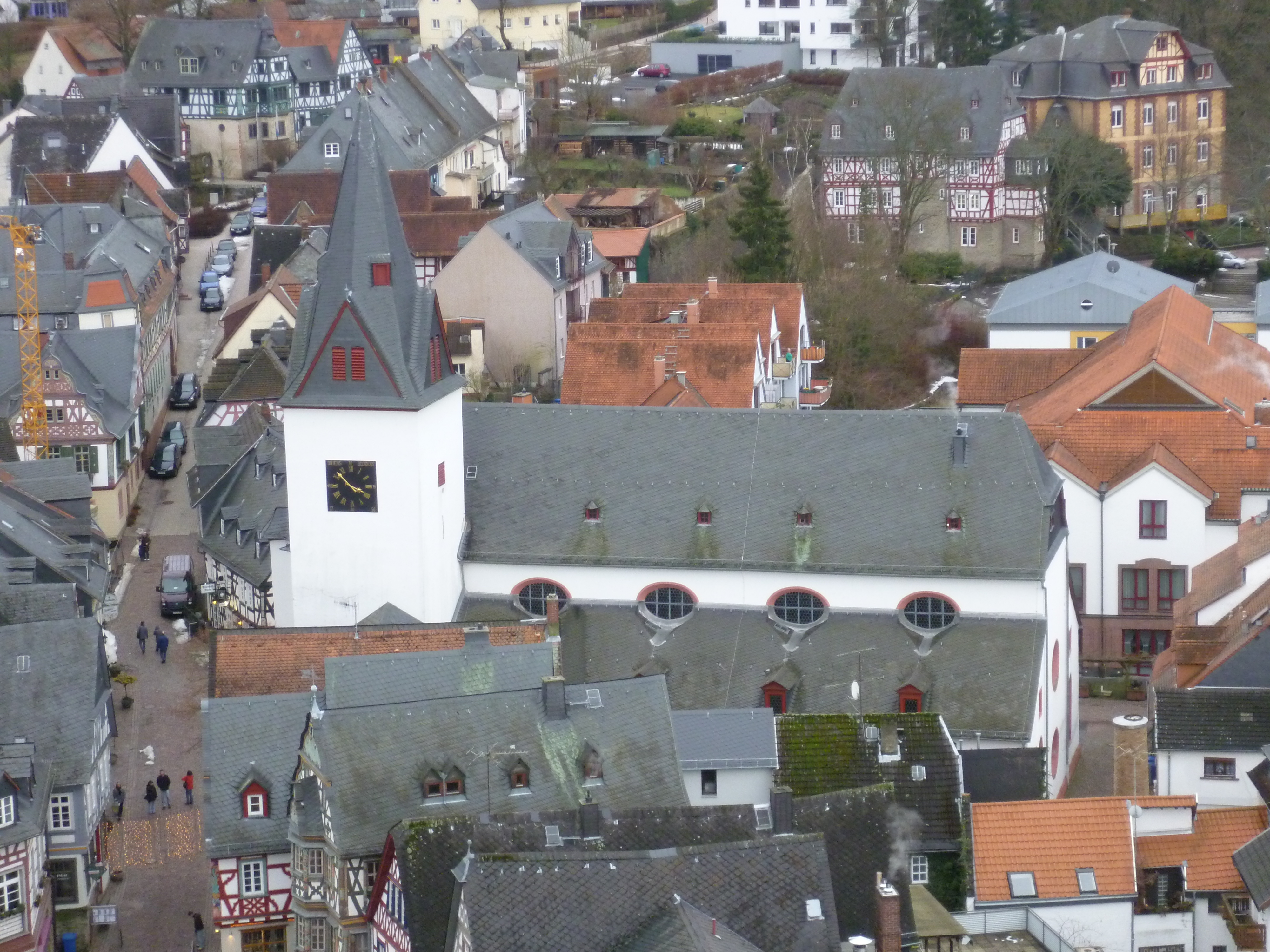
De Uniekerk te Idstein

Het eens in het ridderkoor geplaatste voor Johan en zijn echtgenote gemaakte grafmonument, dat waarschijnlijk bij de verbouwing van de kerk na 1660 is verdwenen, toonde het naast elkaar staande echtpaar. Johan droeg het voor die tijd typische harnas en een rozenkrans in plaats van een zwaard en ook nog een stormlans. Rechts naast hem was Maria in een lang gewaad, mantel, sluier en met de rozenkrans in haar handen afgebeeld. Aan de voeten van beide figuren waren hun wapenschilden, aan de hoofden de helmtekens aangebracht. Aan de rand van het monument stond de inscriptie: “+ Anno d(omi)ni m cccc Ixxii / die ii me(n)s(i)s octobris o(biit) G(e)n(er)osa d(omi)na maria ac nassawe comitissa i(n) nassawe / c(uius) a(n)i(m)a req(ui)escat i(n) pace. Anno d(omi)ni m cccc / Ixxx die me(n)s(i)s ix may o(biit) nobil(is) ac gen(er)os(us) d(omi)n(us) Joh(anne)s Comes i(n) nassau d(omi)n(u)s i(n) Itstein et i(n) Wisbaden / cui(us) a(n)i(m)a req(ui)escat i(n) pace”. Van het grafmonument resteert nog slechts een tekening van Heinrich Dors uit zijn in 1632 gepubliceerde Epitaphienbuch.

## Huwelijk en kinderen
Johan werd op 6 januari 1428 verloofd en huwde te Breda op 17 juni 1437 met Maria van Nassau-Siegen (2 februari 1418 – 11 oktober 1472), dochter van Engelbrecht I van Nassau-Siegen en Johanna van Polanen. Uit dit huwelijk werden de volgende kinderen geboren:
1. Maria (1438 – 14 januari 1480), huwde op 25 mei 1455 met graaf Lodewijk II van Isenburg-Büdingen (1422 – Büdingen, 4 juni 1511).
2. Johan (1439 – 27 februari 1482), was geestelijke.
3. Margaretha († 27 mei 1486), was abdis van Klooster Klarenthal bij Wiesbaden.[noot 1]
4. Anna (1442 – 1 maart 1480, begraven te Hungen), huwde te Mainz op 1 januari 1464 met graaf Otto II van Solms-Braunfels (22 november 1426 – 29 juni 1504, begraven in Klooster Altenberg bij Wetzlar).
5. Adolf III (10 november 1443 – Wiesbaden, 6 juli 1511), volgde zijn vader op als graaf van Nassau-Wiesbaden.
6. Bertha (1446 – 12 april ....), was abdis van Klooster Klarenthal bij Wiesbaden.
7. Engelbrecht (1448 – Mainz, 7 april 1508), was geestelijke.
8. Filips (1450 – 16 juni 1509), volgde zijn vader op als graaf van Nassau-Idstein.
9. Anna († 2 juni ....), was non in Klooster Klarenthal bij Wiesbaden.

## Voorouders
| Voorouders van Johan van Nassau-Wiesbaden-Idstein | Voorouders van Johan van Nassau-Wiesbaden-Idstein                                             | Voorouders van Johan van Nassau-Wiesbaden-Idstein                                             | Voorouders van Johan van Nassau-Wiesbaden-Idstein                                           | Voorouders van Johan van Nassau-Wiesbaden-Idstein                                           | Voorouders van Johan van Nassau-Wiesbaden-Idstein                                         | Voorouders van Johan van Nassau-Wiesbaden-Idstein                                         | Voorouders van Johan van Nassau-Wiesbaden-Idstein                                         | Voorouders van Johan van Nassau-Wiesbaden-Idstein                                         |
| ------------------------------------------------- | --------------------------------------------------------------------------------------------- | --------------------------------------------------------------------------------------------- | ------------------------------------------------------------------------------------------- | ------------------------------------------------------------------------------------------- | ----------------------------------------------------------------------------------------- | ----------------------------------------------------------------------------------------- | ----------------------------------------------------------------------------------------- | ----------------------------------------------------------------------------------------- |
| Betovergrootouders                                | Gerlach I van Nassau (vóór 1288–1361) ⚭ 1307 Agnes van Hessen (?–1332)                        | Frederik IV van Neurenberg (ca. 1287–1332) ⚭ 1307 Margaretha van Görz en Tirol (?–1348)       | Reinhard II van Westerburg (?–1353) ⚭ 1331 Bertha van Falkenstein (?–1342)                  | Johan II van Sayn (?–na 1360) ⚭ 1330 Elisabeth van Gulik (?–na 1364)                        | Frederik III van Baden (ca. 1327–1353) ⚭ Margaretha van Baden (?–na 1366)                 | Johan III van Sponheim-Starkenburg (?–1398) ⚭ 1330/31 Mechtild van de Palts (1312–1375)   | Lodewijk X van Oettingen (?–1370) ⚭ vóór 1351 Imagina van Schaunberg (?–1377/78)          | ? (?–?) ⚭ ? (?–?)                                                                         |
| Overgrootouders                                   | Adolf I van Nassau-Wiesbaden-Idstein (1307–1370) ⚭ 1332 Margaretha van Neurenberg (?–na 1382) | Adolf I van Nassau-Wiesbaden-Idstein (1307–1370) ⚭ 1332 Margaretha van Neurenberg (?–na 1382) | Johan I van Westerburg (?–1370) ⚭ vóór 1355 Kunigunde van Sayn (?–na 1383)                  | Johan I van Westerburg (?–1370) ⚭ vóór 1355 Kunigunde van Sayn (?–na 1383)                  | Rudolf VI van Baden (?–1372) ⚭ Mechtild van Sponheim (?–1407/10)                          | Rudolf VI van Baden (?–1372) ⚭ Mechtild van Sponheim (?–1407/10)                          | Lodewijk XI van Oettingen (?–1440) ⚭ Beatrix van Helfenstein (?–1385)                     | Lodewijk XI van Oettingen (?–1440) ⚭ Beatrix van Helfenstein (?–1385)                     |
| Grootouders                                       | Walram IV van Nassau-Wiesbaden-Idstein (1348/54–1393) ⚭ 1374 Bertha van Westerburg (?–1418)   | Walram IV van Nassau-Wiesbaden-Idstein (1348/54–1393) ⚭ 1374 Bertha van Westerburg (?–1418)   | Walram IV van Nassau-Wiesbaden-Idstein (1348/54–1393) ⚭ 1374 Bertha van Westerburg (?–1418) | Walram IV van Nassau-Wiesbaden-Idstein (1348/54–1393) ⚭ 1374 Bertha van Westerburg (?–1418) | Bernhard I van Baden (1364–1431) ⚭ 1398 Anna van Oettingen (ca. 1380–1442)                | Bernhard I van Baden (1364–1431) ⚭ 1398 Anna van Oettingen (ca. 1380–1442)                | Bernhard I van Baden (1364–1431) ⚭ 1398 Anna van Oettingen (ca. 1380–1442)                | Bernhard I van Baden (1364–1431) ⚭ 1398 Anna van Oettingen (ca. 1380–1442)                |
| Ouders                                            | Adolf II van Nassau-Wiesbaden-Idstein (1386–1426) ⚭ 1418 Margaretha van Baden (1404–1442)     | Adolf II van Nassau-Wiesbaden-Idstein (1386–1426) ⚭ 1418 Margaretha van Baden (1404–1442)     | Adolf II van Nassau-Wiesbaden-Idstein (1386–1426) ⚭ 1418 Margaretha van Baden (1404–1442)   | Adolf II van Nassau-Wiesbaden-Idstein (1386–1426) ⚭ 1418 Margaretha van Baden (1404–1442)   | Adolf II van Nassau-Wiesbaden-Idstein (1386–1426) ⚭ 1418 Margaretha van Baden (1404–1442) | Adolf II van Nassau-Wiesbaden-Idstein (1386–1426) ⚭ 1418 Margaretha van Baden (1404–1442) | Adolf II van Nassau-Wiesbaden-Idstein (1386–1426) ⚭ 1418 Margaretha van Baden (1404–1442) | Adolf II van Nassau-Wiesbaden-Idstein (1386–1426) ⚭ 1418 Margaretha van Baden (1404–1442) |